# 国府町 (岐阜県)
国府町（こくふちょう）は、かつて岐阜県吉城郡にあった町。2005年（平成17年）2月1日に高山市へ編入された。

## 地理
岐阜県北部の飛騨地方にある古川国府盆地の東南部に位置していた。南方から流下する宮川と、東方から流下する支流の荒城川が盆地の両端を流れており、中心地は両河川に挟まれた形となっている。
町東部にある飛騨の東尋坊と呼ばれる「あじめ峡」、西部の「宇津江四十八滝県立自然公園」などは町を代表する観光名所として知られる。
- 山：大雨見山、安峰山
- 河川：宮川、荒城川

### 地名の由来
明治初期、荒城郷・広瀬郷・古川郷の内の22ヶ村が合併申請し、その中心的存在である広瀬町村の字、鴻ノ宮近辺に古代飛騨地域の国衙が置かれていた可能性があるという理由により「國府村」と名付けられた。その可能性を示唆するものとして
1. 縄文時代、弥生時代、古墳時代の古代遺跡や遺物、建造物が多数現存・出土している飛騨地方にあって、集中的に住居や水田遺跡、県下最大級の前方後円墳や古墳群（飛騨地域で確認されている古墳の67%以上約390基を同町が有す）、飛鳥時代後期から奈良時代の古代寺院遺跡（石橋廃寺など）、時代の最高峰の建造技術による社寺（荒城神社本殿など）が多く現存している
2. 字に「鴻ノ宮」「こう峠（鴻峠）」「こうの瀬（鴻ノ瀬）」「こうの平（鴻平）」「こうの岩（鴻ノ岩）」などの名（国府に因む地名参照）が一地区に集中的に残っている
3. 国分尼寺の存在（国府大仏･･･国分尼寺の一覧参照）

などの点があり、それらは飛騨の国府の所在の論拠として古くから検証されてきた。しかし、いまだその所在を決定付ける遺跡は確認されておらず確証には到っていない。

## 歴史
律令時代 - 奈良時代
この時代の飛騨国の政治経済の中心地であったことを示唆する古代遺跡や出土品が多数存在している。
室町 - 安土桃山時代
この戦国の時代には、隣接する飛騨市古川地区とともに戦国武将による飛騨の覇権争いの中心地となり、「飛騨の乱」や「八日町の戦い」の舞台となった。
近代以後
- 1875年（明治8年） 広瀬郷の全8ヶ村、荒城郷の内13ヶ村、古川郷の内1ヶ村の計22ヶ村が統合して国府村が成立
- 1889年（明治22年）7月1日 - 町村制により国府村が村制施行。
- 1964年（昭和39年） 11月3日 町制施行し国府町が発足
- 2005年（平成17年） 2月1日 大野郡丹生川村・清見村・荘川村・宮村・久々野町・高根村、吉城郡上宝村と共に高山市に編入される

## 姉妹都市
- 国府町（鳥取県）
  - 1993年交流都市提携

## 行政
村長
- 井上利右衛門

歴代町長
- 4代：北村喜治（1994年10月9日 - 2005年2月1日）
- 3代：川上廣之 (1979年2月19日 - 1994年10月8日)
- 2代：梶屋敏幸 (1967年1月 - 1979年2月18日)
- 1代：二ッ寺政二郎（1964年11月3日 - 1967年1月 死去のため退任）

## 教育
中学校
- 国府町立国府中学校

小学校
- 国府町立国府小学校

### 2005年以前に廃校となった小中学校
- 国府村立荒城小学校（1961年廃校）
- 国府村立富士小学校（1961年廃校）
- 国府村立老和気小学校（1961年廃校）
- 国府村立宇津江小学校（1961年廃校）

## 交通

### 鉄道
- 東海旅客鉄道 高山本線：飛騨国府駅

### 道路
高速道路
- 町内に高速道路はなし

一般国道
- 国道41号
  - 高山国府バイパス

主要地方道
- 岐阜県道76号国府見座線

一般県道
- 岐阜県道457号名張上切線
- 岐阜県道471号谷高山線
- 岐阜県道473号鼠餅古川線
- 岐阜県道476号古川国府線
- 岐阜県道479号古川宇津江四十八滝国府線
- 岐阜県道482号新田飛騨国府停車場線

長距離自然歩道
- 中部北陸自然歩道
  - ピーチロード

## 主な文化財・観光地
国宝
- 安国寺経蔵

重要文化財（国指定）
- 荒城神社本殿
- 阿多由太神社本殿
- 熊野神社本殿（安国寺の鎮守神）
- 塑造瑞巌和尚坐像（安国寺に安置）

観光地・名所ほか
- 桜野公園
- 宇津江四十八滝（県立自然公園）
- あじめ峡
- 国府会館[1]

## 主な遺跡・旧跡
- 石橋廃寺跡
- 光寿庵跡（出土瓦が県重要文化財）
- こう峠口古墳（前方後円墳・県史跡）
- 三日町大塚古墳（前方後円墳・推定築造5世紀中期、全長約70メートル）
- 荒城神社遺跡（縄文遺跡・県史跡）
- 村山遺跡（縄文遺跡・県史跡）
- 東門前森ノ木遺跡（縄文遺跡）
- 広瀬城（県史跡）

## 出身著名人
- 金子一平（衆議院議員・第83代大蔵大臣）
- 金子一義（衆議院議員・第11代国土交通大臣）
- 鈴木尚之（脚本家）
- たむらぱん（シンガーソングライター）
- 西尾章治郎（工学博士・第18代大阪大学総長）
- 淵上澄雄（元プロ野球選手）
- 松山智一（画家・現代美術家）
- 山本健造（超心理学者・哲学博士）